# Райхардтсвербен
Райхардтсвербен (нем. Reichardtswerben) — община в Германии, в земле Саксония-Анхальт. 
Входит в состав района Вайсенфельс. Подчиняется управлению Залеталь.  Население составляет 1266 человек (на 31 декабря 2006 года). Занимает площадь 9,30 км².